# Ed Herman
Edward Benson «Ed» Herman (Vancouver, Washington, 2 de octubre de 1980) es un artista marcial mixto profesional estadounidense retirado que competía en la división de semipesado de Ultimate Fighting Championship. Profesional desde 2002, Herman fue finalista en el programa The Ultimate Fighter 3 de SpikeTV, y también ha competido para Strikeforce y Pancrase.
Herman tiene actualmente la mayor permanencia ininterrumpida en la lista activa de la UFC (hizo su debut en la promoción el 24 de junio de 2006).

## Primeros años
Herman nació y se crio principalmente en Vancouver, Washington, por su padre que compitió en la lucha libre para la Universidad de Iowa. Herman asistió a Columbia River High School, donde compitió en la lucha libre y el fútbol durante sus años júnior y mayor. Poco después del instituto, Herman comenzó a entrenar en artes marciales mixtas en el Team Quest.

## Carrera de artes marciales mixtas

### The Ultimate Fighter
Mientras que en The Ultimate Fighter, ganó una victoria preliminar contra Danny Abaddi a través de la sumisión barra de brazo. En las semifinales, derrotó a Rory Singer a través de la sumisión de un estrangulamiento por detrás. Luego perdió ante Kendall Grove en la final por decisión unánime. A pesar de su derrota, el presidente de la UFC, Dana White, le concedió un contrato en función de su rendimiento.

### Ultimate Fighting Championship
Herman debutó en la UFC en The Ultimate Fighter 3 Finale, donde perdió ante Kendall Grove en la final por decisión unánime.
Herman perdió su segunda pelea contra Jason MacDonald en Ortiz vs. Shamrock 3: The Final Chapter por sumisión de estrangulamiento por triángulo en el primer asalto.
En UFC Fight Night: Evans vs. Salmon, Herman consiguió su primera victoria en la UFC en un combate de peso acordado al derrotar a Chris Price por medio de una barra de brazo a mitad del primer asalto. En el pesaje, Herman alcanzó el límite de las 186 libras, pero Price no subió a la báscula y volvió más tarde para registrar 192 libras.
Herman ganó su segunda pelea consecutiva en la UFC al derrotar a Scott Smith mediante una sumisión de estrangulamiento por detrás. Esta pelea se celebró en UFC 72 en Belfast, Irlanda del Norte. Herman ganó los honores de la Sumisión de la Noche por su actuación.
En la cuarta pelea de Herman en la UFC, se enfrentó al luchador canadiense Joe Doerksen en UFC 78, quien tenía una victoria anterior sobre Herman por sumisión. Herman vengó esa derrota, ganando la pelea al noquear a Doerksen en el tercer asalto y recibiendo los honores de Nocaut de la Noche en el proceso.
En UFC 83, Herman se enfrentó al invicto luchador brasileño Demian Maia. Herman perdió ante Maia por sumisión de estrangulamiento por triángulo en el segundo asalto.
En UFC Fight Night: Diaz vs. Neer, Herman perdió por decisión dividida ante Alan Belcher.
La siguiente pelea de Herman fue en UFC 97, donde derrotó a David Loiseau por decisión unánime.
En su combate contra Aaron Simpson, la rodilla de Herman quedó atrapada en una mala posición cerca del final del primer asalto durante un derribo, con su oponente cayendo sobre la rodilla. Lo más probable es que Herman sufriera una grave lesión en ese momento, ya que tuvo problemas para apoyar la pierna lesionada al finalizar el asalto. Herman pareció recuperarse y respondió a la campana del segundo asalto. Sin embargo, al principio del segundo, Herman se lesionó aún más la rodilla al intentar una patada alta, lo que le hizo caer a la lona con dolor y detener el combate.
Herman se enfrentó a Tim Credeur el 4 de junio de 2011 en The Ultimate Fighter 13 Finale, ganando por TKO a los 48 segundos del primer asalto.
Herman luego intervino para reemplazar a un lesionado Tom Lawlor contra Kyle Noke en UFC Live: Hardy vs. Lytle el 14 de agosto de 2011. Herman derrotó a Noke por sumisión (gancho de talón) en el primer asalto.
Herman se enfrentó a Clifford Starks el 4 de febrero de 2012 en UFC 143. Ganó el combate por sumisión en el segundo asalto.
Herman se enfrentó a Jake Shields el 11 de agosto de 2012 en UFC 150. Herman perdió ante Shields por decisión unánime. Sin embargo, el 12 de octubre de 2012, se reveló que Shields había dado positivo por una sustancia prohibida y el resultado fue anulado a un Sin Resultado.
Para el último show de la promoción Strikeforce, Herman pudo alejarse de la UFC por una pelea y firmó para enfrentar a Ronaldo Souza en Strikeforce: Marquardt vs. Saffiedine el 12 de enero de 2013. Herman aceptó el combate después de que varios luchadores de UFC lo rechazaran. Perdió por sumisión en el primer asalto.
Herman se enfrentó a Trevor Smith el 27 de julio de 2013 en UFC on Fox: Johnson vs. Moraga. Ganó el combate por decisión dividida. La victoria también le valió a Herman su segundo premio de bonificación Pelea de la Noche.
Se esperaba que Herman se enfrentara a Rafael Natal el 16 de noviembre de 2013 en UFC 167. Sin embargo, Natal fue retirado del emparejamiento con Herman en favor de un combate con Tim Kennedy el 6 de noviembre de 2013 en la cabecera del evento en UFC: Fight for the Troops 3. Herman en cambio se enfrentó a Thales Leites. Perdió el combate por decisión unánime.
Herman se enfrentó a Rafael Natal el 10 de mayo de 2014 en UFC Fight Night: Brown vs. Silva. Ganó el combate por decisión unánime.
Se esperaba que Herman se enfrentara a Derek Brunson el 13 de diciembre de 2014 en UFC on Fox: dos Santos vs. Miocic. Sin embargo, el combate se canceló pocas horas antes de la pelea, ya que Brunson se vio afectado por una dolencia estomacal. Posteriormente, el combate con Brunson fue reprogramado y tuvo lugar el 31 de enero de 2015 en UFC 183. Herman perdió el combate por TKO en el primer asalto.
Herman se enfrentó a Tim Boetsch en un combate de peso semipesado el 17 de enero de 2016 en UFC Fight Night: Dillashaw vs. Cruz. Ganó el combate por TKO en el segundo asalto y obtuvo la bonificación de Actuación de la Noche.
Herman se enfrentó a Nikita Krylov el 30 de julio de 2016 en UFC 201. Perdió el combate por nocaut debido a una patada en la cabeza en el segundo asalto.
Se esperaba que Herman se enfrentara a Igor Pokrajac el 4 de marzo de 2017 en UFC 209. Sin embargo, Pokrajac se retiró del combate a principios de febrero alegando una lesión, y fue sustituido por Gadzhimurad Antigulov. Posteriormente, el 20 de febrero, Herman reveló que estaba lesionado y que no podría competir en el evento.
Herman se enfrentó a C.B. Dollaway el 7 de julio de 2017 en The Ultimate Fighter 25 Finale. Perdió el combate de ida y vuelta por decisión unánime.
Herman se enfrentó a Gian Villante el 27 de octubre de 2018 en UFC Fight Night: Volkan vs. Smith. Perdió el combate de ida y vuelta por decisión dividida.
Herman se enfrentó a Patrick Cummins el 18 de mayo de 2019 en UFC Fight Night: dos Anjos vs. Lee. Ganó el combate por TKO en el primer asalto.
Marcando la primera pelea de su nuevo contrato de cuatro peleas con la UFC, se esperaba que Herman se enfrentara a Gadzhimurad Antigulov el 9 de noviembre de 2019 en UFC Fight Night: Magomedsharipov vs. Kattar. Sin embargo, el 29 de octubre de 2019 se informó que Antigulov fue retirado del combate por una razón no revelada y fue reemplazado por Khadis Ibragimov. Ganó el combate por decisión unánime.
Herman estaba programado para enfrentarse a Da Un Jung el 2 de mayo de 2020 en UFC Fight Night: Hermansson vs. Weidman. Sin embargo, el 9 de abril, el presidente de la UFC, Dana White, anunció que el evento se posponía para una fecha futura. El combate con Jung estaba previsto para el 1 de agosto de 2020 en UFC Fight Night: Brunson vs. Shahbazyan. Sin embargo, Jung fue retirado del combate el 23 de julio debido a supuestas restricciones de viaje relacionadas con la pandemia COVID-19. A su vez, Herman fue reubicado para enfrentarse a Gerald Meerschaert en el evento. El día del evento, Meerschaert fue retirado por dar positivo en COVID-19 y el combate fue cancelado. Fue reprogramado para el 12 de septiembre de 2020 en UFC Fight Night: Waterson vs. Hill. Sin embargo, Meerschaert volvió a retirarse del combate por razones no reveladas y fue sustituido brevemente por John Allan Arte. A su vez, Arte fue retirado de la lucha a principios de septiembre al enfrentarse a restricciones de viaje relacionadas con la pandemia de COVID-19 y fue sustituido por Mike Rodríguez. Herman ganó el combate por una kimura en el tercer asalto. La pelea fue controvertida, ya que el árbitro pidió tiempo muerto por un golpe ilegal (golpe bajo) en el segundo asalto, después de que Herman recibiera un rodillazo que parecía legal en la zona media del cuerpo. Según la decisión del árbitro, se le concedió a Herman tiempo para recuperarse. Cuando se reanudó el combate, Herman pudo sobrevivir al segundo asalto. En el tercer asalto, Herman pudo llevar la pelea al suelo, donde finalmente encontró la kimura y sometió a Rodríguez.
Herman estaba programado para enfrentarse a Danilo Marques el 26 de junio de 2021 en UFC Fight Night: Gane vs. Volkov. Sin embargo, Herman fue retirado de la tarjeta por razones no reveladas el 14 de junio y sustituido por Kennedy Nzechukwu.
Herman se enfrentó a Alonzo Menifield el 7 de agosto de 2021 en UFC 265. Perdió el combate por decisión unánime.
Herman enfrentó a Zak Cummings el 15 de abril del 2023 en UFC on ESPN: Holloway vs. Allen, donde le ganó a Cummings, con ello, ambos contendientes anunciaron su retiro del octógono.

## Vida personal
Herman vive con su novia Crystal y su hija. La pareja tuvo gemelos en enero de 2008. Antes de convertirse en un luchador profesional a tiempo completo, Herman trabajó como camarero y gorila. También tiene un hermano menor y dos hermanastras. En septiembre de 2017, Herman perdió la punta del dedo índice de su mano izquierda como resultado de un accidente de fontanería de bricolaje en su casa.

## Campeonatos y logros
- Ultimate Fighting Championship
  - Subcampeón de Peso Medio de The Ultimate Fighter 3
  - Pelea de la Noche (dos veces) vs. Kendall Grove, Trevor Smith 
  - Nocaut de la Noche (una vez) vs. Joe Doerksen 
  - Sumisión de la Noche (dos veces) vs. Chris Price, Scott Smith 
  - Actuación de la Noche (una vez) vs. Tim Boetsch
- SportFight
  - Campeonato SportFight de Peso Semipesado (una vez)[63]

## Récord en artes marciales mixtas
| Resultado     | Récord    | Oponente         | Método                                            | Evento                                                       | Fecha                    | Ronda | Tiempo | Localización             | Notas |
| ------------- | --------- | ---------------- | ------------------------------------------------- | ------------------------------------------------------------ | ------------------------ | ----- | ------ | ------------------------ | --- |
| Derrota       | 26-15 (1) | Alonzo Menifield | Decisión (unánime)                                | UFC 265                                                      | 7 de agosto de 2021      | 3     | 5:00   | Houston, Texas           | |
| Victoria      | 26-14 (1) | Mike Rodríguez   | Sumisión (kimura)                                 | UFC Fight Night: Waterson vs. Hill                           | 12 de septiembre de 2020 | 3     | 4:01   | Las Vegas, Nevada        | |
| Victoria      | 25-14 (1) | Khadis Ibragimov | Decisión (unánime)                                | UFC Fight Night: Magomedsharipov vs. Kattar                  | 9 de noviembre de 2019   | 3     | 5:00   | Moscú                    | |
| Victoria      | 24-14 (1) | Patrick Cummins  | TKO (rodillazo y puñetazos)                       | UFC Fight Night: dos Anjos vs. Lee                           | 18 de mayo de 2019       | 1     | 3:39   | Rochester, Nueva York    | |
| Derrota       | 23-14 (1) | Gian Villante    | Decisión (dividida)                               | UFC Fight Night: Volkan vs. Smith                            | 27 de octubre de 2018    | 3     | 5:00   | Moncton, Nuevo Brunswick | |
| Derrota       | 23-13 (1) | C. B. Dollaway   | Decisión (unánime)                                | The Ultimate Fighter: Redemption Finale                      | 7 de julio de 2017       | 3     | 5:00   | Las Vegas, Nevada        | |
| Derrota       | 23-12 (1) | Nikita Krylov    | KO (patada en la cabeza)                          | UFC 201                                                      | 30 de julio de 2016      | 2     | 0:40   | Atlanta, Georgia         | |
| Victoria      | 23-11 (1) | Tim Boetsch      | TKO (rodillazo y puñetazos)                       | UFC Fight Night: Dillashaw vs. Cruz                          | 17 de enero de 2016      | 2     | 1:39   | Boston, Massachusetts    | Regreso al peso semipesado. Actuación de la Noche.                                                                |
| Derrota       | 22-11 (1) | Derek Brunson    | TKO (puñetazos)                                   | UFC 183                                                      | 31 de enero de 2015      | 1     | 0:36   | Las Vegas, Nevada        | |
| Victoria      | 22-10 (1) | Rafael Natal     | Decisión (unánime)                                | UFC Fight Night: Brown vs. Silva                             | 10 de mayo de 2014       | 3     | 5:00   | Cincinnati, Ohio         | |
| Derrota       | 21-10 (1) | Thales Leites    | Decisión (unánime)                                | UFC 167                                                      | 16 de noviembre de 2013  | 3     | 5:00   | Las Vegas, Nevada        | |
| Victoria      | 21-9 (1)  | Trevor Smith     | Decisión (dividida)                               | UFC on Fox: Johnson vs. Moraga                               | 27 de julio de 2013      | 3     | 5:00   | Seattle, Washington      | Pelea de la Noche.                                                                                                |
| Derrota       | 20-9 (1)  | Ronaldo Souza    | Sumisión (kimura)                                 | Strikeforce: Marquardt vs. Saffiedine                        | 12 de enero de 2013      | 1     | 3:10   | Oklahoma City, Oklahoma  | Combate de peso acordado (194 libras).                                                                            |
| Sin resultado | 20-8 (1)  | Jake Shields     | Sin resultado                                     | UFC 150                                                      | 11 de agosto de 2012     | 3     | 5:00   | Denver, Colorado         | La victoria por decisión unánime de Shields fue anulada después de que diera positivo por un diurético prohibido. |
| Victoria      | 20-8      | Clifford Starks  | Sumisión (estrangulamiento por detrás)            | UFC 143                                                      | 4 de febrero de 2012     | 2     | 1:43   | Las Vegas, Nevada        | |
| Victoria      | 19-8      | Kyle Noke        | Sumisión (gancho de talón invertido)              | UFC Live: Hardy vs. Lytle                                    | 14 de agosto de 2011     | 1     | 4:15   | Milwaukee, Wisconsin     | |
| Victoria      | 18-8      | Tim Credeur      | TKO (puñetazos)                                   | The Ultimate Fighter: Team Lesnar vs. Team dos Santos Finale | 4 de junio de 2011       | 1     | 0:48   | Las Vegas, Nevada        | |
| Derrota       | 17-8      | Aaron Simpson    | TKO (lesión de rodilla)                           | UFC 102                                                      | 29 de agosto de 2009     | 2     | 0:17   | Portland, Oregón         | |
| Victoria      | 17-7      | David Loiseau    | Decisión (unánime)                                | UFC 97                                                       | 18 de abril de 2009      | 3     | 5:00   | Montreal, Quebec         | |
| Derrota       | 16-7      | Alan Belcher     | Decisión (dividida)                               | UFC Fight Night: Diaz vs. Neer                               | 17 de septiembre de 2008 | 3     | 5:00   | Omaha, Nebraska          | |
| Derrota       | 16-6      | Demian Maia      | Sumisión técnica (estrangulamiento por triángulo) | UFC 83                                                       | 19 de abril de 2008      | 2     | 2:27   | Montreal, Quebec         | |
| Victoria      | 16-5      | Joe Doerksen     | KO (puñetazo)                                     | UFC 78                                                       | 17 de noviembre de 2007  | 3     | 0:39   | Newark, Nueva Jersey     | Nocaut de la Noche.                                                                                               |
| Victoria      | 15-5      | Scott Smith      | Sumisión (estrangulamiento por detrás)            | UFC 72                                                       | 16 de junio de 2007      | 2     | 2:25   | Belfast                  | Sumisión de la Noche.                                                                                             |
| Victoria      | 14-5      | Chris Price      | Sumisión (barra de brazo)                         | UFC Fight Night: Evans vs. Salmon                            | 25 de enero de 2007      | 1     | 2:58   | Hollywood, Florida       | Sumisión de la Noche.                                                                                             |
| Derrota       | 13-5      | Jason MacDonald  | Sumisión (estrangulamiento por triángulo)         | Ortiz vs. Shamrock 3: The Final Chapter                      | 10 de octubre de 2006    | 1     | 2:43   | Hollywood, Florida       | |
| Derrota       | 13-4      | Kendall Grove    | Decisión (unánime)                                | The Ultimate Fighter: Team Ortiz vs. Team Shamrock Finale    | 24 de junio de 2006      | 3     | 5:00   | Las Vegas, Nevada        | Perdió el torneo de peso medio de The Ultimate Fighter 3. Pelea de la Noche.                                      |
| Victoria      | 13-3      | Dave Menne       | TKO (parada médica)                               | Extreme Challenge 63                                         | 23 de julio de 2005      | 1     | 5:00   | Hayward, Wisconsin       | |
| Victoria      | 12-3      | Nick Thompson    | TKO (lesión)                                      | Hand 2 Hand Combat                                           | 17 de junio de 2005      | 1     | N/A    | Canton, Ohio             | |
| Victoria      | 11-3      | Rhomez Brower    | Sumisión (barra de brazo)                         | IFC: Mayhem in Montana                                       | 30 de abril de 2005      | 1     | 2:47   | Billings, Montana        | |
| Victoria      | 10-3      | Glover Teixeira  | Decisión (unánime)                                | SF 9: Respect                                                | 26 de marzo de 2005      | 3     | 5:00   | Gresham, Oregón          | Ganó el Campeonato de Peso Semipesado de SportFight.                                                              |
| Derrota       | 9-3       | Joe Doerksen     | Sumisión técnica (estrangulamiento por triángulo) | SF 7: Frightnight                                            | 23 de octubre de 2004    | 3     | 2:12   | Gresham, Oregón          | |
| Victoria      | 9-2       | Brian Ebersole   | Sumisión (estrangulamiento por triángulo)         | SF 5: Stadium                                                | 28 de agosto de 2004     | 2     | N/A    | Gresham, Oregón          | |
| Derrota       | 8-2       | Kazuo Misaki     | Sumisión técnica (estrangulamiento del brazo)     | Pancrase: 2004 Neo-Blood Tournament Final                    | 25 de julio de 2004      | 2     | 3:31   | Tokio                    | |
| Victoria      | 8-1       | Shane Davis      | Sumisión (barra de brazo)                         | SF 4: Fight For Freedom                                      | 26 de junio de 2004      | 3     | N/A    | Gresham, Oregón          | |
| Victoria      | 7-1       | Cory Devela      | Sumisión (barra de brazo)                         | Pride and Fury                                               | 3 de junio de 2004       | 1     | 3:20   | Worley, Idaho            | |
| Victoria      | 6-1       | Jacen Flynn      | Sumisión (barra de brazo)                         | SF 3: Dome                                                   | 17 de abril de 2004      | 2     | 3:48   | Gresham, Oregón          | |
| Victoria      | 5-1       | Justin Hawes     | Sumisión (barra de brazo)                         | DesertBrawl 10                                               | 3 de abril de 2004       | 2     | 3:45   | Bend, Oregón             | |
| Victoria      | 4-1       | Derek Downey     | TKO (puñetazos)                                   | SF 1: Revolution                                             | 21 de febrero de 2004    | 3     | 2:14   | Portland, Oregón         | |
| Victoria      | 3-1       | Rich Guerin      | Sumisión (americana)                              | PPKA: Ultimate Fight Night 3                                 | 3 de enero de 2004       | 4     | 2:17   | Yakima, Washington       | |
| Victoria      | 2-1       | Ryan Pope        | Sumisión (barra de brazo)                         | Desert Brawl 9                                               | 8 de noviembre de 2003   | 1     | 0:24   | Bend, Oregón             | |
| Derrota       | 1-1       | Shane Davis      | Sumisión (barra de brazo)                         | TQP: Sport Fight "Second Coming"                             | 23 de agosto de 2003     | 1     | 2:18   | Gresham, Oregón          | |
| Victoria      | 1-0       | Ryan Pope        | Sumisión (barra de brazo)                         | Xtreme Ring Wars 2                                           | 10 de mayo de 2003       | 1     | 2:38   | Pasco, Washington        | |